# Memoir of a Snail
Memoir of a Snail (en català, Memòries d'un cargol) és una pel·lícula tragicòmica australiana de 2024 realitzada amb la tècnica d'animació stop-motion. Va ser produïda i dirigida per Adam Elliot. La trama de la pel·lícula, està vagament inspirada en la vida del director i  segueix les proves i les tribulacions de la vida de la solitària de l'inadaptada Grace Pudel des de la infància fins a l'adultesa.
El llargmetratge es va estrenar el 10 de juny de 2024 al Festival de Cinema d'Animació d'Annecy i va arribar als cinemes australians el 17 d'octubre del mateix any. El 23 de gener de 2025 va rebre una nominació en la categoria de la millor pel·lícula d'animació a la 97ena gala dels premis Oscar, esdevenint la segona producció animada amb catalogació per a adults en ser nominada, després d'Anomalisa (2015), una altra pel·lícula d'animació stop-motion.

## Argument
La Grace Pudel és una noia de Melbourne (Austràlia) als anys setanta que viu amb el seu germà bessó Gilbert i el seu pare francès Percy, un antic malabarista que ara és un alcohòlic paraplègic. Amb el temps desenvolupa una afició per col·leccionar cargols molt similar a la de la seva mare, que va morir al part. Durant la infància els bessons tenen una estreta relació de suport i en Gilbert defensa la Grace quan els nens es fiquen amb ella pel seu llavi leporí.
Quan en Percy mor mentre dorm, els bessons són separats i enviats a cases d'acollida a diferents costats del país. La Grace és enviada a Canberra on és criada per l'Ian i la Narelle, que són simpàtics però sovint absents perquè practiquen l'intercanvi de parelles. En Gilbert és enviat a una família de pagesos i fonamentalistes religiosos de Perth on el tracten amb crueltat, especialment la Ruth, la matriarca. Al llarg dels anys, en Gilbert li escriu cartes a la Grace, prometent-li trobar-la i reunir-se amb ella quan siguin grans. Aquesta esperança és la que manté la vida de la Grace, que és incapaç de fer cap amistat o de trobar cap altra fita apassionant a Canberra. Aquesta situació la fa comprar i acumular de manera obsessiva qualsevol producte o objecte de col·leccionisme que tingui a veure amb els cargols.
Quan es fa adolescent, la Grace esdevé amiga d'una dona gran, excèntrica però amable, anomenada Pinky, que sempre troba quelcom de positiu a la seva vida malgrat haver patit algunes desgràcies, com ara perdre dos marits i molts llocs de feina. Quan l'Ian i la Narelle es jubilen i s'uneixen a un grup de nudistes, Pinky es converteix en la mare adoptiva de Grace i continua donant-li suport durant la pubertat tot i que ella se sent perduda i sense rumb a la vida. Mentrestant, en Gilbert continua patint abusos de tota mena per part de la seva família d'acollida i només en Ben, el fill petit, el tracta amb afecte i admiració per la seva rebel·lia.
En fer-se adulta, la Grace s'enamora de Ken, un nou veí que és reparador de microones. Els dos inicien ràpidament una relació amorosa, que finalment culmina en una proposició de matrimoni. No obstant això, el dia del seu casament, la Grace rep una carta de Perth informant que Gilbert ha mort en un incendi. Ell mateix el va iniciar com a venjança després que la Ruth, que va resultar ser una homòfoba, els hagués sotmès a ell i a en Ben a un tractament d'electroxoc en descobrir la seva relació. La Grace, consternada per la mort del seu germà, entra en una espiral d'acumulació d'objectes i de menjar en excès. Encara se sorprendrà més quan trobi un àlbum de retalls d'en Ken que revela la seva atracció per les dones grasses i es desvetill que ell mateix l'ha estat alimentant en excès amb la intenció de fer-la guanyar pes. Aquesta situació condueix al divorci de la parella deixant només la Pinky per cuidar de la Grace i per ajudar-la a perdre pes. En aquest moment la Grace se'n penedeix d'haver gastat tants diners en parafernàlia de cargols en comptes d'haver buscat el seu germà.
Temps després, la Pinky rep una diagnosi d'Alzheimer, la qual cosa porta a Grace a convertir-se en la seva cuidadora. Uns mesos més tard la Pinky mor  esmentant patates a les seves últimes paraules i deixant a la noia molt confosa. La Grace porta les seves cendres a l'hort de Pinky i allibera la seva gàbia de cargols. Ara sola i sense res de què viure, la Grace decideix suïcidar-se prenent verí, però l'escup a l'últim segon en adonar-se que la Pinky li ha deixat els seus estalvis amagats al tros de les patates. També a la caixa hi ha una carta de Pinky, agraint a la Grace els anys junts i animant-la a viure una nova vida sense deixar-se atrapar pels traumes del passat. La Grace s'esforça per seguir el seu consell, començant per eliminar i cremar la seva col·lecció temàtica de cargols, conservant només el gorro de caragol que li va fer en Percy.
Un any més tard, la Grace viu una vida estable, perseguint el seu somni de una animadora d'stop-motion. En una projecció del seu curtmetratge en Gilbert reapareix després d'haver sobreviscut a l'incendi i d'haver-la localitzat. Després d'un retrobament molt sentimental, els bessons tornen a viure feliços junts i, finalment assoleixen el desig del seu pare d'escampar les seves cendres des de dalt d'una muntanya russa al Luna Park, el parc d'atraccions on anaven quan eren petits.

## Càsting
- Sarah Snook com a Grace Pudel.[6]
- Charlote Belsey com a Grace nena.
- Kodi Smit-McPhee as Gilbert Pudel.[7]
- Mason Listos com a Gilbert nen.
- Jacki Weaver as Pinky, l'amiga excèntrica de la Grace.[8]
- Eric Bana com a James, el jutge.[6]
- Magda Szubanski com a Ruth, la violenta i religiosa mare adoptiva d'en Gilbert.
- Dominique Pinon com a Percy Pudel, el pare de la Grace i en Gilbert.[6]
- Tony Armstrong com a Ken, el marit de la Grace.[6]
- Paul Capsis com a Ian i Narelle, la parella que esdevé els pares adoptius de la Grace.
- Bernie Clifford com a Owen, el religiós pare adoptiu d'en Gilbert.
- Davey Thompson com a Ben, el germà adoptiu d'en Gilbert.
- Nick Cave com a Bill Clarke, el segon marit de la Pinky.[9]

## Producció
El llargmetratge es va desenvolupar al llarg de vuit anys. L'enregistrament es va fer a Melbourne el maig de 2023.

## Recepció

### Crítica
Al lloc web de l'agregador de ressenyes Rotten Tomatoes, el 95% de les crítiques de 110 crítiques són positives, amb una valoració mitjana de 8,3/10. Metacritic, que utilitza una mitjana ponderada, va assignar a la pel·lícula una puntuació de 83 sobre 100, basada en 20 crítics, la qual cosa que va ser universalment aclamada.  Al portal FilmAffinity va rebre una puntuació de 7.6 punts sobre 10 uns dies abans de l'estrena a Espanya el 31 de gener de 2025.

### Reconeixements
| Premi                                                           | Data                   | Categoria                                                                         | Resultat  | Cita          |
| --------------------------------------------------------------- | ---------------------- | --------------------------------------------------------------------------------- | --------- | ------------- |
| Festival de Cinema d'Animació d'Annecy                          | 15 de juny de 2024     | Cristal Award per a un Llargmetratge                                              | Guanyador | [ 14 ]        |
| Festival Internacional d'Animació d'Ottawa                      | 28 de setembre de 2024 | Grand Prize per a pel·lícula d'animació                                           | Nominació | [ 15 ]        |
| Festival Internacional d'Animació d'Ottawa                      | 28 de setembre de 2024 | Grand Prize per a pel·lícula d'animació – Menció especial                         | Guanyador | [ 15 ]        |
| Festival Internacional de Cinema Fantàstic de Sitges            | 13 d'octubre de 2024   | Millor Llargmetratge d'Animació                                                   | Guanyador | [ 16 ]        |
| Festival de Cinema de Mill Valley                               | 16 d'octubre de 2024   | Premi MVFF d'Animació                                                             | Guanyador | [ 17 ]        |
| Festival de Cinema de Londres                                   | 20 d'octubre de 2024   | Millor pel·lícula                                                                 | Guanyador | [ 18 ] [ 19 ] |
| Premis Pantalla d'Àsia Pacífic                                  | 30 de novembre de 2024 | Millor pel·lícula d'animació                                                      | Nominació | [ 20 ]        |
| Premis Astra                                                    | 8 de desembre de 2024  | Millor pel·lícula d'animació                                                      | Nominació | [ 21 ]        |
| Premis del l'Associació de crítics de l'àrea de Washington D.C. | 8 de desembre de 2024  | Millor pel·lícula d'animació                                                      | Nominació | [ 22 ]        |
| Societat de Crítics de San Diego                                | 8 de desembre de 2024  | Millor pel·lícula d'animació                                                      | Nominació | [ 23 ]        |
| Associació de Crítics de Chicago                                | 9 de desembre de 2024  | Millor pel·lícula d'animació                                                      | Nominació | [ 24 ]        |
| Associació de Crítics de St. Louis                              | 12 de desembre de 2024 | Millor pel·lícula d'animació                                                      | Nominació | [ 25 ]        |
| Associació de Crítics de l'àrea de la Badia de Sant Francisco.  | 15 de desembre de 2024 | Millor pel·lícula d'animació                                                      | Nominació | [ 26 ]        |
| Associació de Crítics Cinematogràfics de Toronto                | 15 de desembre de 2024 | Millor pel·lícula d'animació                                                      | Finalista | [ 27 ]        |
| Crítics Online de Nova York                                     | 16 de desembre de 2024 | Millor pel·lícula d'animació                                                      | Nominació | [ 28 ]        |
| Cercle de crítics cinematogràfics de Florida                    | 20 de desembre de 2024 | Millor pel·lícula d'animació                                                      | Nominació | [ 29 ]        |
| Associació de crítics d'Austin                                  | 6 de gener de 2025     | Millor pel·lícula d'animació                                                      | Nominació | [ 30 ]        |
| Associació de crítics d'Austin                                  | 6 de gener de 2025     | Millor actuació de veu d'animació/digital (Sarah Snook)                           | Nominació | [ 30 ]        |
| Premis Globus d'Or                                              | 5 de gener de 2025     | Millor pel·lícula d'animació                                                      | Nominació | [ 31 ]        |
| Aliança de Dones Periodistes del Cinema                         | 7 de gener de 2025     | Millor pel·lícula d'animació                                                      | Nominació | [ 32 ]        |
| Aliança de Dones Periodistes del Cinema                         | 7 de gener de 2025     | Millor actuació de veu/animació (Sarah Snook/Jacki Weaver)                        | Nominació | [ 32 ]        |
| Premis Satellite                                                | 26 de gener de 2025    | Millor pel·lícula - Animació o Mixta                                              | Nominació | [ 33 ] [ 34 ] |
| Premis de la Crítica Cinematogràfica                            | 7 de febrer de 2025    | Millor pel·lícula d'animació                                                      | Pendent   | [ 35 ]        |
| Premis AACTA                                                    | 7 de febrer de 2025    | Millor pel·lícula                                                                 | Pendent   | [ 36 ]        |
| Premis AACTA                                                    | 7 de febrer de 2025    | Millor direcció (Adam Elliot)                                                     | Pendent   | [ 36 ]        |
| Premis AACTA                                                    | 7 de febrer de 2025    | Millor guió (Adam Elliot)                                                         | Pendent   | [ 36 ]        |
| Premis AACTA                                                    | 7 de febrer de 2025    | Millor actor protagonista (Kodi Smit-McPhee)                                      | Pendent   | [ 36 ]        |
| Premis AACTA                                                    | 7 de febrer de 2025    | Millor actriu protgonista (Sarah Snook)                                           | Pendent   | [ 36 ]        |
| Premis AACTA                                                    | 7 de febrer de 2025    | Millor actriu secundària (Jacki Weaver)                                           | Pendent   | [ 36 ]        |
| Premis AACTA                                                    | 7 de febrer de 2025    | Millor fotografia (Gerald Thompson)                                               | Pendent   | [ 36 ]        |
| Premis AACTA                                                    | 7 de febrer de 2025    | Millor Edició (Bill Murphy)                                                       | Pendent   | [ 36 ]        |
| Premis AACTA                                                    | 7 de febrer de 2025    | Millor banda sonora original (Elena Kats-Chernin)                                 | Pendent   | [ 36 ]        |
| Premis AACTA                                                    | 7 de febrer de 2025    | Millor so (David Williams, Andy Wright, Lee Yee, Dylan Burgess)                   | Pendent   | [ 36 ]        |
| Premis AACTA                                                    | 7 de febrer de 2025    | Millor disseny de producció (Adam Elliot)                                         | Pendent   | [ 36 ]        |
| Premis Annie                                                    | 8 de febrer de 2025    | Millor pel·lícula d'animació - Independent                                        | Pendent   | [ 37 ]        |
| Premis Annie                                                    | 8 de febrer de 2025    | Assoliment excepcional per escriure en una producció de llargmetratges d'animació | Pendent   | [ 37 ]        |
| 97ens Premis Oscar                                              | 2 de març de 2025      | Millor pel·lícula d'animació                                                      | Pendent   |               |